# Trans-Volga
 (février 2023).
Si vous disposez d'ouvrages ou d'articles de référence ou si vous connaissez des sites web de qualité traitant du thème abordé ici, merci de compléter l'article en donnant les références utiles à sa vérifiabilité et en les liant à la section « Notes et références ».

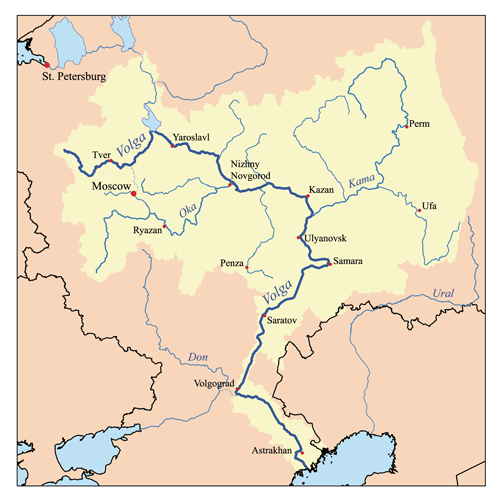
Bassin de la Volga

La Trans-Volga (en russe : Заволжье, Zavoljie) est une région de la Russie située entre la Volga, les monts de l'Oural, les ouvalas du nord et la dépression caspienne. Elle est traditionnellement divisée en Haute et Basse-Trans-Volga.
Cette région a donné son nom aux villes de Zavoljie et de Zavoljsk.